# Вергеланн, Николай
Николай (Нильс) Вергеланн (норв. Nicolai Wergeland; 9 ноября 1780, Хордаланн — 25 марта 1848, Эйдсволл) — норвежский политический и государственный деятель, писатель
, теолог, композитор, переводчик, литературный критик. Кандидат богословия.

## Биография
Сын сельского учителя. Отец писательницы и феминистки Камиллы Коллетт, писателя Генрика Вергеланна и генерала Оскара Вергеланна.
Учился в соборной школе в Бергене. С 1799 года изучал богословие в Копенгагенском университете.  В 1806 году стал адъюнктом в Кристиансаннской кафедральной школе. Учительствовал. Позже служил викарием. 
Был участником собрания знати в Эйдсволле, на котором Норвегия провозгласила независимость от Дании 16 февраля 1814 года. Его юнионистская и антидатская точка зрения сделала его популярным среди делегатов с другим мнением. Во время разработки норвежской конституции Вергеланн был одним из основных авторов статьи о евреях и иезуитах, которая запрещала им въезд в Норвегию.
На протяжении всей своей жизни Вергеланн активно участвовал в политических и культурных дебатах, опубликовал несколько работ, экспериментировал с рисованием и живописью, сочинял музыку, был литературным критиком, переводил произведения Виктора Гюго на норвежский язык.

## Избранные публикации
- Mnemosyne : et Forsøg paa at besvare den af Det kongl. Selskab for Norges Vel fremsatte Opgave om et Universitet i Norge : et Priisskrift Wergeland, 1811
- Udkast til Grundlov for Kongeriget Norge paa Rigsforsamlingen paa Eidsvold 1814
- Bemærkninger over skriftet : "En sandfærdig beretning om Danmarks politiske forbrydelser imod kongeriget Norge fra 995 til 1814. En historisk skisse Falsen, Christian Magnus, 1817
- Retfærdig Bedømmelse af Henrik Wergelands Poesi og Karakteer : en æsthetisk-polemisk Afhandling foranlediget ved J.S. Welhavens uefterrettelige Kritik i Skriftet "H. Wergelands Digtekunst og Polemik", 1833 (uud. julkaistu 1995)
- Lærebog i den Evangelisk-Luthersk Christelige Religion : efter Luthers Katechismus og Pontoppidans Forklaring 1836
- Tanker og Bekjendelser, 1848